# 弘前航空電子
弘前航空電子株式会社（ひろさきこうくうでんし、英: JAE Hirosaki, Ltd.）は、青森県弘前市に本社を置く電子機器メーカーである。主にモバイル・ウェアラブルデバイスや自動車向けのコネクタを製造・販売している。

## 概要
1979年3月9日に日本航空電子工業株式会社の全額出資により設立された。自動化された設備を活用し、生産設備の設計・製作から部品生産、アセンブリまでの一貫生産体制を確立している。これにより、高品質な製品を日本国内のみならず海外の顧客にも提供している。

## 沿革
- 1979年3月 - 会社設立
- 1980年6月 - コネクタの生産開始
- 1982年2月 - 第2期工事完成
- 1985年4月 - 第3期工事完成
- 1987年10月 - コネクタ一貫生産開始
- 1988年12月 - 第4期工事完成
- 1994年7月 - ISO9002認証取得
- 1997年11月 - 第5期工事完成
- 1999年12月 - ISO14001認証取得
- 2003年6月 - ISO9001-2000年版認証取得
- 2005年8月 - ISO14001グループ統合認証取得
- 2005年9月 - 第6期工事（プレス工場）完成
- 2007年5月 - TS16949認証取得
- 2009年2月 - 第7期工事（E・F棟）完成
- 2010年1月 - 廃水処理棟増設工事完成
- 2010年2月 - 守衛棟完成
- 2011年4月 - 食堂棟完成
- 2013年7月 - 第8期工事（G棟）完成
- 2018年5月 - IATF16949認証取得
- 2018年11月 - 金型工場拡張（食堂棟1階改修）・倉庫棟完成
- 2020年10月 - 大規模水害に備えた止水壁設置（BCP対策強化）

## 事業内容
スマートフォン、パソコン、自動車、ゲーム機など、身近な電子機器に使用されるコネクタの製造・販売を行っている。

## 所在地
- 本社：〒036-8666 青森県弘前市清野袋5-5-1

## アクセス
- 電車の場合：東北新幹線 新青森駅下車、JR奥羽本線 弘前行に乗り換え、弘前駅下車。弘前駅より車で約10分。
- 飛行機の場合：青森空港より車で約30分。
- 自動車の場合：東北自動車道 大鰐弘前ICより車で約20分。